# Anajatuba
Anajatuba est une municipalité brésilienne située dans l'État du Maranhão.